# Vezza d'Oglio
Vezza d'Oglio is een gemeente in de Italiaanse provincie Brescia (regio Lombardije) en telt 1404 inwoners (31-12-2004). De oppervlakte bedraagt 54,0 km², de bevolkingsdichtheid is 27 inwoners per km².
De volgende frazioni maken deel uit van de gemeente: Davena, Grano en Tu.

## Demografie
Vezza d'Oglio telt ongeveer 604 huishoudens. Het aantal inwoners daalde in de periode 1991-2001 met 0,6% volgens cijfers uit de tienjaarlijkse volkstellingen van ISTAT.
| Jaar | Inwoneraantal |
| ---- | ------------- |
| 1991 | 1435          |
| 2001 | 1426          |

## Geografie
De gemeente ligt op ongeveer 1080 m boven zeeniveau.
Vezza d'Oglio grenst aan de volgende gemeenten: Edolo, Grosio (SO), Incudine, Monno, Ponte di Legno, Sondalo (SO), Temù en Vione.

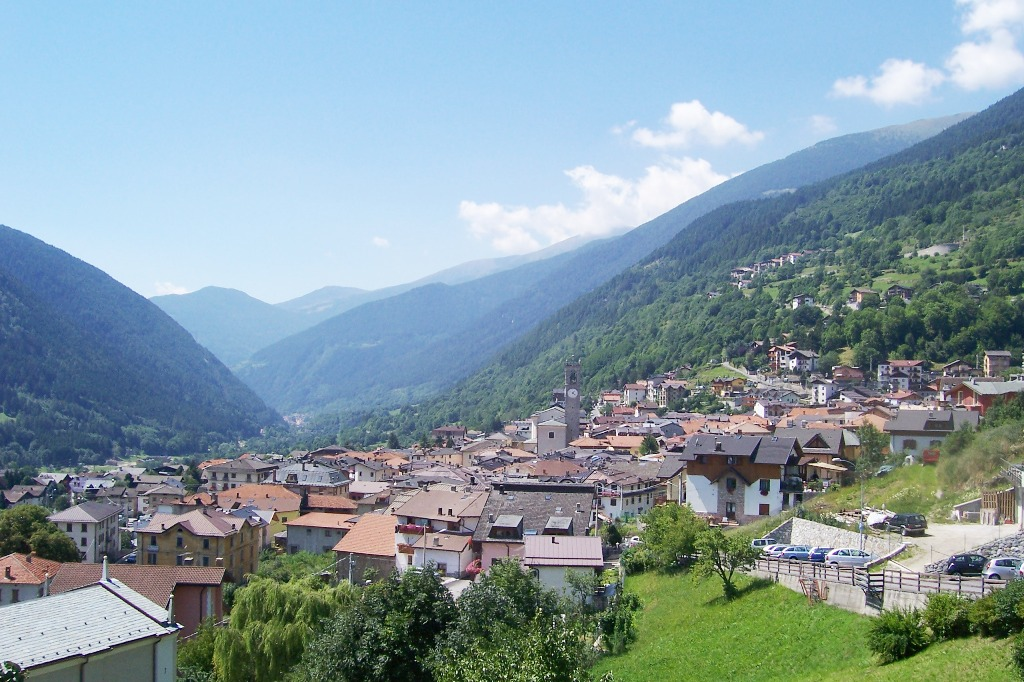